# Канш
Канш (фр. Canche) је река у Француској. Дуга је 88 km. Улива се у Ламанш. 